# Leptomona russica
Leptomona russica es una especie de insecto coleóptero de la familia Chrysomelidae.
Fue descrita científicamente en 1790 por Gmelin.